# Juano Hernández

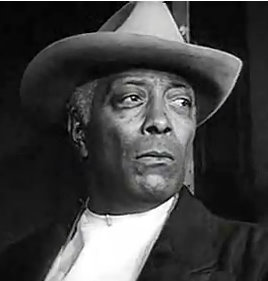
Dans L'Intrus (1949)

Juano Hernández est un acteur portoricain, né Huano G. Hernández le 19 juillet 1901 à San Juan (Porto Rico), où il est mort d'une hémorragie cérébrale le 17 juillet 1970.

## Biographie
Au théâtre, Juano Hernández joue à Broadway entre 1931 et 1948, dans des productions vouées à la confidentialité (en raison de la ségrégation raciale sévissant à l'époque aux États-Unis). Les deux dernières (voir ci-après, section "Théâtre à Broadway") militent d'ailleurs pour la cause des Afro-Américains : Strange Fruit fait référence à une chanson connue (Strange Fruit, évoquant le lynchage) et le titre de la dernière pièce interprétée par Juano Hernández à Broadway, Set my People Free, est suffisamment explicite.
Au cinéma, il participe, entre 1932 et 1970, à des films notamment réalisés par Oscar Micheaux et aux côtés en particulier de Sidney Poitier.
Il apparaît également à la télévision entre 1953 et 1963, dans quelques séries (ainsi, en 1959, un épisode de Alfred Hitchcock presents).

## Cinéma (filmographie complète)
- 1932 : The Girl from Chicago d'Oscar Micheaux
- 1932 : Harlem is Heaven d'Irwin Franklyn
- 1939 : Lying Lips d'Oscar Micheaux
- 1940 : The Notorious Elinor Lee d'Oscar Micheaux
- 1949 : L'Intrus (Intruder in the Dust) de Clarence Brown
- 1950 : Trafic en haute mer (The Breaking Point) de Michael Curtiz
- 1950 : Stars in My Crown de Jacques Tourneur
- 1950 : La Femme aux chimères (Young Man with a Horn) de Michael Curtiz
- 1955 : En quatrième vitesse (Kiss me deadly) de Robert Aldrich
- 1955 : Le Procès ou Mon fils est innocent (Trial) de Mark Robson
- 1956 : La Rançon (Ransom !) d'Alex Segal
- 1957 : The Mark of the Hawk de Michael Audley
- 1957 : Le Carnaval des dieux (Something of Value) de Richard Brooks
- 1958 : St. Louis Blues d'Allen Reisner
- 1958 : Machete de Kurt Neumann
- 1960 : Le Sergent noir (Sergeant Rutledge) de John Ford
- 1961 : Au péril de sa vie (The sins of Rachel Cade) de Gordon Douglas
- 1961 : Anna et les Maoris (Two Loves) de Charles Walters
- 1962 : Aventures de jeunesse (Hemingway's Adventures of a Young Man) de Martin Ritt
- 1964 : Le Prêteur sur gages (The Pawnbroker) de Sidney Lumet
- 1969 : The Extraordinary Seaman de John Frankenheimer
- 1969 : Reivers (The Reivers) de Mark Rydell
- 1970 : Appelez-moi Monsieur Tibbs (They call me MISTER Tibbs !) de Gordon Douglas

## Théâtre (à Broadway)
- 1931 : Fast and Furious, comédie musicale, musique d'Harry Revel, lyrics de Mack Gordon, chorégraphie de Jack Donohue
- 1931-1932 : Savage Rythm, pièce d'Harry Hamilton et Norman Foster, avec Ernest Whitman
- 1932 : The Marriage of Cana, pièce de Julian M. McDonald
- 1932 : Black Soul, pièce d'Annie Nathan Meyer
- 1935 : Sailor, beware !, pièce de Kenyon Nicholson et Charles Robinson
- 1945-1946 : Strange Fruit, pièce de Lillian Smith, produite et mise en scène par José Ferrer
- 1948 : Set my People Free, pièce de Dorothy Heyward, mise en scène par Martin Ritt, avec Robert Earl Jones